# طواف إيطاليا 1970
طواف إيطاليا 1970 هو سباق دراجات هوائية أقيم في إيطاليا بتاريخ 18 مايو - 7 يونيو، تكون السباق من 20 مرحلة وامتدّ لمسافة 3292 كم بسرعة 36.518 كم/س، استغرق السباق 90 ساعة 08 دقيقة 47 ثانية. فاز به البلجيكي إيدي ميركس وحلّ ثانيا فيليتشي جيموندي.

## الترتيب
| م                     | الدرّاج          | البلد   | الزمن                     |
| --------------------- | --------------- | ------- | ------------------------- |
| الفائز بالترتيب العام | إيدي ميركس      | بلجيكا  | 90 ساعة 08 دقيقة 47 ثانية |
| الثاني                | فيليتشي جيموندي | إيطاليا |                           |
| حسب النقاط            | فرانكو بيتسي    | إيطاليا | -                         |